# Alessio Crivellari
Alessio Crivellari (Torino, 19 agosto 1987) è un hockeista in-line italiano che gioca come attaccante nel HC Milano.
Inizia a giocare nell'anno 1997, nel paese in cui è nato e ci vivrà fino al 2014, PIANEZZA.
Nell'ottobre del 1998 scende in campo con la maglia numero 11 nella categoria allievi.
Da qui fino al 2003 viene conteso da diverse squadre locali, fino ad approdare ai campionati Italiani nelle categorie primavera e juniores con il Real Torino Hockey club.
Nell'anno 2003 con il Pianezza arriva secondo al campionato Italiano e nel 2004 con la Regione Piemonte si laurea Campione d'Italia.
Fa il suo esordio in serie A2 nell'anno 2004, giocando sempre titolare tra le prime due linee
Veste la maglia della Nazionale Italiana nell'Europeo del 2004 a Roune
Dopo vari tentativi di corteggiamento, approda in serie A1 nella stagione 2008/2009 con i Draghi Torino. Per lui una stagione sfortunata caratterizzata da un infortunio alla caviglia e alla discontinuità nello scendere in campo. Così, con un'abile mossa di mercato da parte dell'allora DS Massimo Colombo, approda al Monleale Hockey in serie A2 nell'anno 2009/2010.
Dopo solo un anno e con una grandissima squadra fatta da tanti veterani, approdano in serie A1.
A giugno del 2009 diventa campione d'Italia con la categoria Juniores.
Il 2 Novembre del 2010, a sorpresa, passano il turno della Confederation Cup tenutasi in Spagna a Valladolid. Nelle fasi finali si piazzeranno con un buon Ottavo posto.
Nei successivi anni, cresce sempre di più la sua esperienza ai massimi livelli, infatti nel 2014,sempre con il Monleale Hockey, si piazza secondo in coppa FIHP e nel campionato Italiano, arrendendosi solo alla corazzata del Milano.
Per coronare una stagione importante, a luglio, veste di nuovo la maglia azzurra. Questa volta è il Mondiale di Toulose. Quell'anno, l'Italia vince 1-0 contro i padroni di casa, la Francia, costringendoli alla retrocessione. Per l'Italia un settimo posto con un po' di amarezza.
A causa dei profondi tagli di budget, nel 2016, contro la sua volontà, diventa giocatore-allenatore sempre del Monleale Hockey, portandolo alla salvezza.
Nel 2016-2017 sotto la guida del coach Alessandro Tarantola è l'anno dove personalmente ha reso di più.
Con 40 goal fatti, 22 assist per un totale di 62 punti in 19 partite, diventa CAPOCANNONIERE DELLA SERIE A1 record Italiano di punti fino all'anno 2019.
In campionato arrivano secondi, dietro sempre al Milano, uscendo poi in semifinale a gara 4 contro Cittadella Hockey.
Quell'anno tocca a WRACLOW (Polonia), ospitare i WORLD GAMES, con un'Italia molto giovane, si piazza al settimo posto.
Dopo un'estate molto travagliata e con tante polemiche, nella stagione 2017-18 lascia il Monleale Hockey, passando all'hockey CUS VERONA. Per lui una sola stagione dove si rende subito protagonista nelle qualificazioni di coppa Italia. La stagione si conclude al 4ºposto in campionato, battendo per due volte il Milano Quanta, portando la semifinale dei play off a gara 4. Decisiva gara 3, proprio in casa dei milanesi, gli Scaligeri vincono 6-4,  dove segna 3 reti e 2 assist, MVP.
Nell'estate 2018, nel prestigioso palcoscenico hockeistico di Asiago, si disputa il primo trofeo delle regioni senior.
Partecipa come giocatore-allenatore con la Regione Toscana: Granducato di Toscana.
Vincono a sorpresa in finale, contro la regione Veneto e si incorona CAMPIONE D'ITALIA sia come giocatore e per la prima volta, come allenatore.
Nella stagione 2018-2019 approda nell'eccellenza dell'hockey in line Italiano, il MILANO QUANTA della famiglia Quintavalle.
A ottobre 2018, battendo il Cittadella Hockey, vince la sua prima Supercoppa Italiana.
Nella seconda giornata di campionato, proprio in casa del CUS VERONA HOCKEY, a pochi minuti dalla fine del match, un grave infortunio lo terrà fuori dal campo per 3 mesi.
Vedrà vincere i suoi compagni la coppa fisr e battendo in campionati in mura amiche il http://diavolivicenza.it/, avversaria concorrente allo scudetto.
La sua voglia di rientrare e tanta e a gennaio 2019, in terra Monlealese, ritorna in campo.
A marzo in casa del nemico si piazzano secondi in COPPA ITALIA, perdendo contro i Diavoli Vicenza.
Passano dei mesi difficili, ma il duro lavoro ripaga e si fa trovare pronto nel periodo più importante della stagione: la CONFEDERATION CUP.
Purtroppo dopo aver vinto tutte le partite di qualificazione, perdono la finale contro i francesi del https://www.garges-hockey.com/ Archiviato il 5 agosto 2020 in Internet Archive., portando a casa una medaglia d'argento.
Nel finale di stagione, a sorpresa in sole 3 gare di finale scudetto su 5, liquidano i Diavoli Vicenza Hockey, laurendosi CAMPIONE D'ITALIA, stabilendo il record di 40 partite fatte, 38 vinte e 2 perse (finale di coppa Italia e finale di Confederation).
In estate con il Granducato di Toscana, al trofeo delle regioni, conquista la medaglia d'argento, perdendo in finale contro la regione Veneto.
Dopo un'estate di dubbi, dove i suoi tre compagni di linea passano alla diretta avversaria, viene riconfermato al Milano Quanta per la stagione 2019-2020 e il 12 Ottobre 2019 conquista la Supercoppa Italiana contro i Diavoli Vicenza.
La stagione 2019-2020 viene cessata a marzo a causa della pandemia da Covid. Fino a quel periodo il Milano quanta manteneva la testa di serie e l'imbattibilità.
Nell'estate del 2020 è aria di cambiamenti e passa al Ferrara Warrios Hockey, che milita sempre in serie A ma che non ha mai brillato come risultati.
La compagine estense in estate si rinforza parecchio, acquistando due americani e altri giocatori nel giro della nazionale Italiana. L'inizio di campionato è un po' in salita, però chiudono la regolar season secondi, perdendo solo contro Vicenza (campione d'Italia 2020-2021) e una sola volta contro la sua ex squadra Milano Quanta.
Totalizza in 24 partite 34 punti con 24 goal e 10 assist, piazzandosi settimo come miglior marcatore.
I play off non portano grandi gioie, dove ai quarti di finale incontrano gli Asiago Vipers (classificati settimi in regolar season) e alla meglio delle due gare, perdono inesorabilmente.
Dopo le dimissioni del coach e presa una pausa di qualche settimana, gli estensi dovevano portare a fondo il campionato in virtù della coppa Italia.
Alessio accetta il doppio ruolo di allenatore-giocatore e in 40 giorni, dovette preparare una competizione senza i due americani (rincasati dopo il campionato).
In coppa Italia arrivano terzi, giocandosi proprio la medaglia di bronzo contro gli Asiago Vipers (partita vinta 2 a 1 per gli estensi).
Medaglia che da uno spirito di sollievo e corona comunque una stagione positiva.
La stagione 2021-2022, inizia con tantissimi cambiamenti, la squadra è molto rimaneggiata e Alessio assieme al suo collega e amico Andrea, accettano il doppio ruolo di allenatore-giocatore.
Partono bene con delle ottime vittorie, grazie anche al rinforzo di due giovani Francesi, che dimostrano fin da subito le loro abilità hockeystiche. 
L'obiettivo è di arrivare in alto in tutte le competizioni, ma purtroppo non riescono a qualificarsi per la coppa Italia, perdono fuori casa una brutta partita contro il Padova.
In campionato arrivano terzi, dietro a Vicenza (primo) e Milano (seconda). 
Nei play off: dove nei quarti di finale, superati senza troppo problemi la pratica contro Edera Trieste, in semifinale vi è lo sconto contro Milano, che nei match durante la regola season è sempre stato un confronto alla pari. Gara 1 e 2 Ferrara manca di precisione sotto porto e Milano la spunta con non poche difficoltà, gara 3 a Milano per il Ferrara è un tutto per tutto ma non resta che "abbandonare" le possibilità. Il milano si giocherà la finale scudetto contro Vicenza dove Milano ne uscirà campione di Italia.
L'inizio della stagione 2022-2023, per il quarto anno consecutivo a Ferrara, inizia da unico allenatore-giocatore, Ruolo, quello di unico allenatore, che non piace molto, ma doverose dover intraprenderlo. Ancora una volta, la squadra viene rimaneggiata per più del 50%, dove gli unici acquisti sono un ragazzo del 2004 di provenienza Inglese, prima sua esperienza in un campionato (aveva solo partecipato a tornei di varia caratura internazionale) e un americano con qualche anno di esperienza in Spagna. La stagione parte molto bene con delle importanti vittorie, ma da dopo il rientro per lo stop di un mese dovuto alla nazionale, il Ferrara sembra l'ombra di se stesse e inizia una serie di sconfitte disastrose, per l'esattezza 8 sconfitte su 9 partite. La classifica non sorride più agli estensi, la società interviene anche e un risveglio si intraprende solo contro Asiao dove, l'allenatore-giocatore si vede protagonista firmando 4 reti e un assist su sette goal fatti, la partià finirà solo dopo i rigori vinti da Asiago. Nonostante ciò arrivano quinti a pari punti con Verona, ma per pochissima differenza reti, il ferrara finisce nel girone dei "perdenti". Ad incidere questa posizione è anche stata la volontà di alcune società di presentarsi ad alcune partite salienti con una rosa dimezzata, favorendo alcune squadre con vittorie facilitate e di larga misura. Nel qualification round, si impongono a tutte le squadre ma Edera Trieste è la bestia nera, si era già visto in campionato, il finale riserva un doloroso settimo posto e quarti di finale contro il Milano. Nonostante gli estensi giochino due ottime partite contro i campioni di Italia, cedono alla superiorità finendo così il campionato. Il campionato sarà poi vinto dal Vicenza, dimostrando una netta superiorità nelle tre gare di finale contro il Milano.
Nell'estate 2023 bollente sotto tutti i punti di vista, Ferrara, Vicenza e Monleale, non si iscrivono alla massima serie per motivi tutti diversi. chi più o chi meno validi.
I Ferraresi ripartono dalla serie C, provando a imbastire con qualche loro idea sul settore giovanile, Vicenza si iscrive alla serie B e Monleale per assenza di un campo tutto loro si dedichera al settore giovanile pattinaggio artistico.
Per Alessio è un ritorno di fiamma quello del CUS HOCKEY VERONA, dove ritorna dopo 6 anni lontano dal territorio veneto.
Inizio campionato 30/09/2023